# Liste der Baudenkmale in Saaße
In der Liste der Baudenkmale in Saaße sind die Baudenkmale des niedersächsischen Dorfes Saaße aufgelistet. Der Stand der Liste ist der 21. Oktober 2021. Dies ist ein Teil der Liste der Baudenkmale in Lüchow (Wendland). Die Quelle der  IDs und der Beschreibungen ist der Denkmalatlas Niedersachsen.

## Allgemein
In den Spalten befinden sich folgende Informationen:
- Lage: die Adresse des Baudenkmales und die geographischen Koordinaten. Kartenansicht, um Koordinaten zu setzen. In der Kartenansicht sind Baudenkmale ohne Koordinaten mit einem roten Marker dargestellt und können in der Karte gesetzt werden. Baudenkmale ohne Bild sind mit einem blauen Marker gekennzeichnet, Baudenkmale mit Bild mit einem grünen Marker.
- Bezeichnung: Bezeichnung des Baudenkmales
- Beschreibung: die Beschreibung des Baudenkmales. Unter § 3 Abs. 2 NDSchG werden Einzeldenkmale und unter § 3 Abs. 3 NDSchG Gruppen baulicher Anlagen und deren Bestandteile ausgewiesen.
- ID: die Objekt-ID des Baudenkmales
- Bild: ein Bild des Baudenkmales, ggf. zusätzlich mit einem Link zu weiteren Fotos des Baudenkmals im Medienarchiv Wikimedia Commons. Wenn man auf das Kamerasymbol klickt, können Fotos zu Baudenkmalen aus dieser Liste hochgeladen werden:

## Baudenkmale

### Gruppe baulicher Anlagen
| Lage                                               | Bezeichnung                                                       | Beschreibung | ID       | Bild           |
| -------------------------------------------------- | ----------------------------------------------------------------- | --- | -------- | -------------- |
| Nr. 2, 3, 4, 5, 9, 11 52° 56′ 41″ N, 11° 10′ 17″ O | Rundling mit Zufahrt, Dorfplatz und den anschließenden Hofanlagen | Regelmäßiger Rundling mit giebelständigen Vierständerhäusern, die einheitlich nach einem Großbrand im Jahre 1822 wiederaufgebaut wurden. | 30828449 | Weitere Bilder |

### Einzelobjekte
| Lage                                           | Bezeichnung                  | Beschreibung | ID       | Bild |
| ---------------------------------------------- | ---------------------------- | --- | -------- | ---- |
| Im Ring 2 52° 56′ 43″ N, 11° 10′ 15″ O         | Wohn- und Wirtschaftsgebäude | Zum Dorfplatz giebelständiges Vierständerhaus in Fachwerk mit Backsteinausfachung, unter Satteldach. Wirtschaftsgiebel in engmaschigem Gitterfachwerk mit Giebelpfahl. Errichtet 1822 (i).                                                               | 30861543 |      |
| Im Ring 3 52° 56′ 42″ N, 11° 10′ 15″ O         | Wohn- und Wirtschaftsgebäude | Zum Dorfplatz giebelständiges Vierständerhaus in Fachwerk mit backsteinausfachung, unter Satteldach. Wirtschaftsgiebel in engmaschigem Gitterfachwerk. Wohnende bei gleicher First- und größerer Traufhöhe zweigeschossig erweitert. Errichtet 1822 (i). | 30861602 |      |
| Im Ring 3 52° 56′ 42″ N, 11° 10′ 12″ O         | Scheune                      | Fachwerkbau mit Backsteinausfachung, in Vierständerbauweise unter Satteldach. Giebel in engmaschigem Gitterfachwerk. Errichtet 1822 (i). | 39612289 |      |
| Im Ring 4 52° 56′ 41″ N, 11° 10′ 14″ O         | Wohn- und Wirtschaftsgebäude | Zum Dorfplatz giebelständiges Vierständerhaus in Fachwerk mit Backsteinausfachung, unter Satteldach; Wirtschaftsgiebel in engmaschigem Gitterfachwerk; südliche Traufseite teilweise in Schwemmsteinmauerwerk erneuert. Errichtet 1822 (i).              | 30861583 |      |
| Im Ring 5 52° 56′ 40″ N, 11° 10′ 14″ O         | Wohn- und Wirtschaftsgebäude | Zum Dorfplatz giebelständiges, leicht zurückversetztes Vierständerhaus in Fachwerk mit Backsteinausfachung, unter Satteldach. Wirtschaftsgiebel in Gitterfachwerk, Giebelpfahl. Errichtet 1822 (i).                                                      | 30861468 |      |
| Im Ring 9 52° 56′ 41″ N, 11° 10′ 18″ O         | Wohn- und Wirtschaftsgebäude | Zum Dorfplatz giebelständiges Vierständerhaus in Fachwerk mit Backsteinausfachung, unter Satteldach. Wirtschaftsgiebel in Backstein erneuert. Errichtet wohl 1822 nach dem Dorfbrand.                                                                    | 30861370 |      |
| Im Ring 11 52° 56′ 43″ N, 11° 10′ 21″ O        | Wohn- und Wirtschaftsgebäude | Vierständerhaus in Fachwerk mit Backsteinausfachung, unter Satteldach in Hohlpfannendeckung. Errichtet 1852 (i). | 30861332 |      |
| Zum Mittelbusch 4 52° 56′ 43″ N, 11° 10′ 12″ O | Längsscheune                 | Fachwerkbau mit Backsteinausfachungen; mit ausmittiger Einfahrt und dritter innerer Ständerreihe; unter Satteldach. Errichtet in der zweiten Hälfte des 18. Jahrhunderts.                                                                                | 30861621 | BW   |